# Edcarlos Conceição Santos
Edcarlos Conceição Santos (Salvador de Bahía, Brasil, 10 de mayo de 1985) es un futbolista brasileño. Juega de defensa y actualmente en el Equipo de Al-Ahli de la Liga Qatar Stars League.

## Clubes
| Club                   | País          | Año             |
| ---------------------- | ------------- | --------------- |
| São Paulo FC           | Brasil        | 2003-2007       |
| SL Benfica             | Portugal      | 2007-2008       |
| Fluminense             | Brasil        | 2008-2009       |
| Cruz Azul              | México        | 2010            |
| Cruzeiro Esporte Clube | Brasil        | 2010-2011       |
| Grêmio                 | Brasil        | 2011            |
| Sport Club do Recife   | Brasil        | 2012            |
| Seongnam FC            | Corea del Sur | 2013            |
| Atlético Mineiro       | Brasil        | 2014-2016       |
| Club Olimpia           | Paraguay      | 2017            |
| Al-Ahli                | Catar         | 2018-Actualidad |

## Palmarés

### Campeonatos estatales
| Título              | Club             | Estado       | Año  |
| ------------------- | ---------------- | ------------ | ---- |
| Campeonato Paulista | São Paulo FC     | São Paulo    | 2005 |
| Campeonato Mineiro  | Cruzeiro EC      | Minas Gerais | 2011 |
| Campeonato Mineiro  | Atlético Mineiro | Minas Gerais | 2015 |

### Campeonatos nacionales
| Título               | Club             | País   | Año  |
| -------------------- | ---------------- | ------ | ---- |
| Campeonato Brasileño | São Paulo FC     | Brasil | 2006 |
| Copa de Brasil       | Atlético Mineiro | Brasil | 2014 |

### Copas internacionales
| Título                 | Club         | País   | Año  |
| ---------------------- | ------------ | ------ | ---- |
| Copa Libertadores      | São Paulo FC | Brasil | 2005 |
| Copa Mundial de Clubes | São Paulo FC | Japón  | 2005 |